# Michail Markin (calciatore)
Michail Michajlovič Markin (in russo Михаил Михайлович Маркин?; Kovylkino, 21 novembre 1993) è un calciatore russo, attaccante svincolato.

## Carriera

### Club
Ha giocato nella prima divisione dei campionati russo e bielorusso.

### Nazionale
Ha giocato nelle nazionali giovanili russe Under-17 ed Under-20.

## Palmarès

### Competizioni nazionali
- Pervenstvo Futbol'noj Nacional'noj Ligi: 2

Mordovija: 2011-2012, 2013-2014